# Maresciallo d'Italia
Maresciallo d'Italia fu un grado militare creato durante il ventennio fascista in Italia.

## Storia
Il grado fu istituito dal capo del governo Benito Mussolini nel 1924, per onorare i generali Luigi Cadorna e Armando Diaz, che avevano comandato il Regio Esercito nella prima guerra mondiale. Successivamente, nel 1926, il grado fu conferito anche ad alcuni comandanti d'armata che si erano particolarmente distinti durante la guerra.
Contemporaneamente fu istituito anche il grado di grande ammiraglio, conferito a Paolo Thaon di Revel, che nella prima guerra mondiale aveva comandato la Regia Marina.
A Italo Balbo, creatore della Regia Aeronautica ed eroe delle trasvolate atlantiche, venne conferito nel 1933 il grado di maresciallo dell'aria.
Nel 1938 venne istituito il grado di primo maresciallo dell'Impero, che venne conferito contemporaneamente sia a re Vittorio Emanuele III che a Mussolini. Il grado di maresciallo d'Italia è stato abolito con il Decreto legislativo del Capo provvisorio dello Stato n. 66 del 18 gennaio 1947.

## Elenco dei marescialli d'Italia
Tra parentesi la data di nomina.
Prima guerra mondiale
- Luigi Cadorna (4 novembre 1924)
- Armando Diaz (4 novembre 1924)
- Enrico Caviglia (17 giugno 1926)
- Emanuele Filiberto d'Aosta (17 giugno 1926)
- Pietro Badoglio (17 giugno 1926)
- Gaetano Giardino (17 giugno 1926)
- Guglielmo Pecori Giraldi (17 giugno 1926)

Guerra d'Etiopia
- Emilio De Bono (16 gennaio 1936)
- Rodolfo Graziani (9 maggio 1936)

Seconda guerra mondiale
- Ugo Cavallero (1º luglio 1942)
- Ettore Bastico (12 agosto 1942)
- Umberto di Savoia (29 ottobre 1942)
- Giovanni Messe (12 maggio 1943)

## Elenco degli insigniti di titoli equivalenti
Grande ammiraglio
- Paolo Thaon di Revel (4 novembre 1924)

Maresciallo dell'aria
- Italo Balbo (13 agosto 1933)